# Cúp quốc gia Scotland 2006–07
Cúp quốc gia Scotland 2006–07 là mùa giải thứ 122 của giải đấu bóng đá loại trực tiếp uy tín nhất Scotland, vì lý do tài trợ nên còn có tên gọi là Cúp quốc gia Scotland Tennent. Chức vô địch thuộc về Celtic sau khi đánh bại Dunfermline Athletic trong trận Chung kết.
Dunfermline Athletic vào Chung kết mặc dù bị xuống hạng từ Scottish Premier League. Trên đường vào chung kết, họ đánh bại đội bóng 31 lần vô địch giải đấu Rangers, đương kim vô địch Hearts, Partick Thistle và đội vô địch Cúp Liên đoàn Scotland 2006–07 Hibernian. Điều đó có nghĩa rằng Dunfermline đối mặt với 2 đối thủ lớn nhất đến từ Edinburgh và 3 đối thủ lớn nhất từ Glasgow, các thành phố lớn nhất Scotland.
Đường vào Chung kết của Celtic có vẻ nhẹ nhàng hơn, khi đánh bại các đối thủ hạng dưới Dumbarton và Livingston ở vòng Ba và vòng Bốn. Tuy nhiên, họ cần 2 bàn thắng muộn trong trận Tứ kết với Inverness CT để thắng với tỉ số 2-1. Họ đánh bại đội bóng ở First Division St Johnstone trong trận Bán kết.
Đội bóng đến từ Highland League Deveronvale lần đầu tiên trong lịch sử vào đến vòng Bốn, và thất bại trước đối thủ ở First Division Partick Thistle.

## Lịch thi đấu
| Vòng      | Ngày thi đấu đầu tiên | Số trận đấu | Số trận đấu | Số đội tham gia |
| Vòng      | Ngày thi đấu đầu tiên | Ban đầu     | Đấu lại     | Số đội tham gia |
| --------- | --------------------- | ----------- | ----------- | --------------- |
| Vòng Một  | 18 tháng 11 năm 2006  | 8           | 1           |                 |
| Vòng Hai  | 9 tháng 12 năm 2006   | 10          | 0           |                 |
| Vòng Ba   | 6 tháng 1 năm 2007    | 16          | 4           | 32 → 16         |
| Vòng Bốn  | 3 tháng 2 năm 2007    | 8           | 0           | 16 → 8          |
| Tứ kết    | 24 tháng 2 năm 2007   | 4           | 0           | 8 → 4           |
| Bán kết   | 14 tháng 4 năm 2007   | 2           | 1           | 4 → 2           |
| Chung kết | 26 tháng 5 năm 2007   | 1           | 0           | 2 → 1           |

## Vòng Một
| Edinburgh University | 2 – 1 | Keith |  |

| Michael Hazeldine 8' 29' |                       | Walker 58' | \| Chi tiết \| Chi tiết \| \| Ngày \| 18 tháng 11 năm 2006 \| \| Giờ thi đấu \| 13:30 \| \| Sân vận động \| Peffermill, Edinburgh \| \| Số khán giả \| 1,000 \| \| Trọng tài \| John McKendrick \| |
| Chi tiết                 | Chi tiết              |            | |
| Ngày                     | 18 tháng 11 năm 2006  |            | |
| Giờ thi đấu              | 13:30                 |            | |
| Sân vận động             | Peffermill, Edinburgh |            | |
| Số khán giả              | 1,000                 |            | |
| Trọng tài                | John McKendrick       |            | |

| Chi tiết     | Chi tiết              |
| Ngày         | 18 tháng 11 năm 2006  |
| Giờ thi đấu  | 13:30                 |
| Sân vận động | Peffermill, Edinburgh |
| Số khán giả  | 1,000                 |
| Trọng tài    | John McKendrick       |

| Brechin City | 1 – 1 | Queen's Park |  |

| Stuart Callaghan 79' (ph.đ.) |                      | Mark Ferry 21' | \| Chi tiết \| Chi tiết \| \| Ngày \| 18 tháng 11 năm 2006 \| \| Giờ thi đấu \| 15:00 \| \| Sân vận động \| Glebe Park, Brechin \| \| Số khán giả \| 515 \| \| Trọng tài \| Stevie O’Reilly \| |
| Chi tiết                     | Chi tiết             |                | |
| Ngày                         | 18 tháng 11 năm 2006 |                | |
| Giờ thi đấu                  | 15:00                |                | |
| Sân vận động                 | Glebe Park, Brechin  |                | |
| Số khán giả                  | 515                  |                | |
| Trọng tài                    | Stevie O’Reilly      |                | |

| Chi tiết     | Chi tiết             |
| Ngày         | 18 tháng 11 năm 2006 |
| Giờ thi đấu  | 15:00                |
| Sân vận động | Glebe Park, Brechin  |
| Số khán giả  | 515                  |
| Trọng tài    | Stevie O’Reilly      |

| Arbroath | 2 – 1 | Albion Rovers |  |

| William Martin 13' 84' |                         | Brian Felvus 70' | \| Chi tiết \| Chi tiết \| \| Ngày \| 18 tháng 11 năm 2006 \| \| Giờ thi đấu \| 15:00 \| \| Sân vận động \| Gayfield Park, Arbroath \| \| Số khán giả \| 493 \| \| Trọng tài \| Colin Brown \| |
| Chi tiết               | Chi tiết                |                  | |
| Ngày                   | 18 tháng 11 năm 2006    |                  | |
| Giờ thi đấu            | 15:00                   |                  | |
| Sân vận động           | Gayfield Park, Arbroath |                  | |
| Số khán giả            | 493                     |                  | |
| Trọng tài              | Colin Brown             |                  | |

| Chi tiết     | Chi tiết                |
| Ngày         | 18 tháng 11 năm 2006    |
| Giờ thi đấu  | 15:00                   |
| Sân vận động | Gayfield Park, Arbroath |
| Số khán giả  | 493                     |
| Trọng tài    | Colin Brown             |

| Deveronvale | 3 – 2 | Montrose |  |

| Mike McKenzie 86' (ph.đ.) · Scott Fraser 90' · Robert Brown 90' |                            | Gerrard Stirling 11' · Greig Henslee 23' | \| Chi tiết \| Chi tiết \| \| Ngày \| 18 tháng 11 năm 2006 \| \| Giờ thi đấu \| 15:00 \| \| Sân vận động \| Princess Royal Park, Banff \| \| Số khán giả \| 800 \| \| Trọng tài \| S. Nichols \| |
| Chi tiết                                                        | Chi tiết                   |                                          | |
| Ngày                                                            | 18 tháng 11 năm 2006       |                                          | |
| Giờ thi đấu                                                     | 15:00                      |                                          | |
| Sân vận động                                                    | Princess Royal Park, Banff |                                          | |
| Số khán giả                                                     | 800                        |                                          | |
| Trọng tài                                                       | S. Nichols                 |                                          | |

| Chi tiết     | Chi tiết                   |
| Ngày         | 18 tháng 11 năm 2006       |
| Giờ thi đấu  | 15:00                      |
| Sân vận động | Princess Royal Park, Banff |
| Số khán giả  | 800                        |
| Trọng tài    | S. Nichols                 |

| Preston Athletic | 2 – 0 | Stenhousemuir |  |

| Paul Cowie 27' · Stuart Miller 55' |                      |  | \| Chi tiết \| Chi tiết \| \| Ngày \| 18 tháng 11 năm 2006 \| \| Giờ thi đấu \| 15:00 \| \| Sân vận động \| Pennypit Park \| \| Số khán giả \| 400 \| \| Trọng tài \| Craig Charleston \| |
| Chi tiết                           | Chi tiết             |  | |
| Ngày                               | 18 tháng 11 năm 2006 |  | |
| Giờ thi đấu                        | 15:00                |  | |
| Sân vận động                       | Pennypit Park        |  | |
| Số khán giả                        | 400                  |  | |
| Trọng tài                          | Craig Charleston     |  | |

| Chi tiết     | Chi tiết             |
| Ngày         | 18 tháng 11 năm 2006 |
| Giờ thi đấu  | 15:00                |
| Sân vận động | Pennypit Park        |
| Số khán giả  | 400                  |
| Trọng tài    | Craig Charleston     |

| East Fife | 1 – 3 | Berwick Rangers |  |

| Neil Jablonski 74' |                         | Kevin Haynes 35' (ph.đ.) · Gary Wood 89' · Dennis McLaughlin 90' | \| Chi tiết \| Chi tiết \| \| Ngày \| 18 tháng 11 năm 2006 \| \| Sân vận động \| Bayview Stadium, Methil \| \| Số khán giả \| 744 \| \| Trọng tài \| Alan Boyd \| |
| Chi tiết           | Chi tiết                |                                                                  | |
| Ngày               | 18 tháng 11 năm 2006    |                                                                  | |
| Sân vận động       | Bayview Stadium, Methil |                                                                  | |
| Số khán giả        | 744                     |                                                                  | |
| Trọng tài          | Alan Boyd               |                                                                  | |

| Chi tiết     | Chi tiết                |
| Ngày         | 18 tháng 11 năm 2006    |
| Sân vận động | Bayview Stadium, Methil |
| Số khán giả  | 744                     |
| Trọng tài    | Alan Boyd               |

| Stranraer | 4 – 2 | Alloa Athletic |  |

| David Hamilton 40' · Paul McMullan 59' · Scott Wilson 79' · Steven Nicholas 82' |                       | Kieran McAnespie 8' 71' | \| Chi tiết \| Chi tiết \| \| Ngày \| 18 tháng 11 năm 2006 \| \| Giờ thi đấu \| 15:00 \| \| Sân vận động \| Stair Park, Stranraer \| \| Số khán giả \| 272 \| \| Trọng tài \| Euan Norris \| |
| Chi tiết                                                                        | Chi tiết              |                         | |
| Ngày                                                                            | 18 tháng 11 năm 2006  |                         | |
| Giờ thi đấu                                                                     | 15:00                 |                         | |
| Sân vận động                                                                    | Stair Park, Stranraer |                         | |
| Số khán giả                                                                     | 272                   |                         | |
| Trọng tài                                                                       | Euan Norris           |                         | |

| Chi tiết     | Chi tiết              |
| Ngày         | 18 tháng 11 năm 2006  |
| Giờ thi đấu  | 15:00                 |
| Sân vận động | Stair Park, Stranraer |
| Số khán giả  | 272                   |
| Trọng tài    | Euan Norris           |

| East Stirlingshire | 0 – 2 | Stirling Albion |  |

|              |                      | Colin Cramb 16' · Dean Shields 25' | \| Chi tiết \| Chi tiết \| \| Ngày \| 25 tháng 11 năm 2006 \| \| Giờ thi đấu \| 15:00 \| \| Sân vận động \| Firs Park, Falkirk \| \| Số khán giả \| 550 \| \| Trọng tài \| D. John \| |
| Chi tiết     | Chi tiết             |                                    | |
| Ngày         | 25 tháng 11 năm 2006 |                                    | |
| Giờ thi đấu  | 15:00                |                                    | |
| Sân vận động | Firs Park, Falkirk   |                                    | |
| Số khán giả  | 550                  |                                    | |
| Trọng tài    | D. John              |                                    | |

| Chi tiết     | Chi tiết             |
| Ngày         | 25 tháng 11 năm 2006 |
| Giờ thi đấu  | 15:00                |
| Sân vận động | Firs Park, Falkirk   |
| Số khán giả  | 550                  |
| Trọng tài    | D. John              |

Nguồn: ESPN Soccernet
a.e.t. = sau hiệp phụ; agg. = tổng tỉ số; pen. = quyết định bằng luân lưu.

### Đấu lại
| Queen's Park | 1 – 2 | Brechin City |  |

| Paul Ronald 23' |                       | Steven Hampshire 52' · Paddy Connolly 53' | \| Chi tiết \| Chi tiết \| \| Ngày \| 18 tháng 11 năm 2006 \| \| Giờ thi đấu \| 19:45 \| \| Sân vận động \| Hampden Park, Glasgow \| \| Số khán giả \| 535 \| \| Trọng tài \| John McKendrick \| |
| Chi tiết        | Chi tiết              |                                           | |
| Ngày            | 18 tháng 11 năm 2006  |                                           | |
| Giờ thi đấu     | 19:45                 |                                           | |
| Sân vận động    | Hampden Park, Glasgow |                                           | |
| Số khán giả     | 535                   |                                           | |
| Trọng tài       | John McKendrick       |                                           | |

| Chi tiết     | Chi tiết              |
| Ngày         | 18 tháng 11 năm 2006  |
| Giờ thi đấu  | 19:45                 |
| Sân vận động | Hampden Park, Glasgow |
| Số khán giả  | 535                   |
| Trọng tài    | John McKendrick       |

Nguồn: ESPN Soccernet
a.e.t. = sau hiệp phụ; agg. = tổng tỉ số; pen. = quyết định bằng luân lưu.

## Vòng Hai
| Annan Athletic | 0 – 3 | Greenock Morton |  |

|              |                     | Stewart Graecen 7' · Peter Weatherson 30' · Jamie Stevenson 37' | \| Chi tiết \| Chi tiết \| \| Ngày \| 9 tháng 12 năm 2006 \| \| Giờ thi đấu \| 13:30 \| \| Sân vận động \| Galabank, Annan \| \| Số khán giả \| 1,200 \| \| Trọng tài \| D Summers \| |
| Chi tiết     | Chi tiết            |                                                                 | |
| Ngày         | 9 tháng 12 năm 2006 |                                                                 | |
| Giờ thi đấu  | 13:30               |                                                                 | |
| Sân vận động | Galabank, Annan     |                                                                 | |
| Số khán giả  | 1,200               |                                                                 | |
| Trọng tài    | D Summers           |                                                                 | |

| Chi tiết     | Chi tiết            |
| Ngày         | 9 tháng 12 năm 2006 |
| Giờ thi đấu  | 13:30               |
| Sân vận động | Galabank, Annan     |
| Số khán giả  | 1,200               |
| Trọng tài    | D Summers           |

| Deveronvale | 2 – 1 | Fraserburgh |  |

| Mark Smith 21' · Mark Smith 74' |                            | Steve Dolan 8' (l.n.) | \| Chi tiết \| Chi tiết \| \| Ngày \| 9 tháng 12 năm 2006 \| \| Giờ thi đấu \| 15:00 \| \| Sân vận động \| Princess Royal Park, Banff \| \| Số khán giả \| 1,500 \| \| Trọng tài \| William Collum \| |
| Chi tiết                        | Chi tiết                   |                       | |
| Ngày                            | 9 tháng 12 năm 2006        |                       | |
| Giờ thi đấu                     | 15:00                      |                       | |
| Sân vận động                    | Princess Royal Park, Banff |                       | |
| Số khán giả                     | 1,500                      |                       | |
| Trọng tài                       | William Collum             |                       | |

| Chi tiết     | Chi tiết                   |
| Ngày         | 9 tháng 12 năm 2006        |
| Giờ thi đấu  | 15:00                      |
| Sân vận động | Princess Royal Park, Banff |
| Số khán giả  | 1,500                      |
| Trọng tài    | William Collum             |

| Edinburgh City | 0 – 1 | Stirling Albion |  |

|              |                                | Steven Bell 8' | \| Chi tiết \| Chi tiết \| \| Ngày \| 9 tháng 12 năm 2006 \| \| Giờ thi đấu \| 15:00 \| \| Sân vận động \| Meadowbank Stadium, Meadowbank \| \| Số khán giả \| 500 \| \| Trọng tài \| Craig Charleston \| |
| Chi tiết     | Chi tiết                       |                | |
| Ngày         | 9 tháng 12 năm 2006            |                | |
| Giờ thi đấu  | 15:00                          |                | |
| Sân vận động | Meadowbank Stadium, Meadowbank |                | |
| Số khán giả  | 500                            |                | |
| Trọng tài    | Craig Charleston               |                | |

| Chi tiết     | Chi tiết                       |
| Ngày         | 9 tháng 12 năm 2006            |
| Giờ thi đấu  | 15:00                          |
| Sân vận động | Meadowbank Stadium, Meadowbank |
| Số khán giả  | 500                            |
| Trọng tài    | Craig Charleston               |

| Elgin City | 1 – 0 | Buckie Thistle |  |

| Adam Moffatt 38' |                       |  | \| Chi tiết \| Chi tiết \| \| Ngày \| 9 tháng 12 năm 2006 \| \| Giờ thi đấu \| 15:00 \| \| Sân vận động \| Borough Briggs, Elgin \| \| Số khán giả \| 2,109 \| \| Trọng tài \| Alan Muir \| |
| Chi tiết         | Chi tiết              |  | |
| Ngày             | 9 tháng 12 năm 2006   |  | |
| Giờ thi đấu      | 15:00                 |  | |
| Sân vận động     | Borough Briggs, Elgin |  | |
| Số khán giả      | 2,109                 |  | |
| Trọng tài        | Alan Muir             |  | |

| Chi tiết     | Chi tiết              |
| Ngày         | 9 tháng 12 năm 2006   |
| Giờ thi đấu  | 15:00                 |
| Sân vận động | Borough Briggs, Elgin |
| Số khán giả  | 2,109                 |
| Trọng tài    | Alan Muir             |

| Peterhead | 0 –2 | Ayr United |  |

|              |                     | David Dunn 20' · Jerome Vareille 75' | \| Chi tiết \| Chi tiết \| \| Ngày \| 9 tháng 12 năm 2006 \| \| Sân vận động \| Balmoor, Peterhead \| \| Số khán giả \| 610 \| \| Trọng tài \| Scott MacDonald \| |
| Chi tiết     | Chi tiết            |                                      | |
| Ngày         | 9 tháng 12 năm 2006 |                                      | |
| Sân vận động | Balmoor, Peterhead  |                                      | |
| Số khán giả  | 610                 |                                      | |
| Trọng tài    | Scott MacDonald     |                                      | |

| Chi tiết     | Chi tiết            |
| Ngày         | 9 tháng 12 năm 2006 |
| Sân vận động | Balmoor, Peterhead  |
| Số khán giả  | 610                 |
| Trọng tài    | Scott MacDonald     |

| Raith Rovers | 0 – 1 | Dumbarton |  |

|              |                         | John Gemmell 51' | \| Chi tiết \| Chi tiết \| \| Ngày \| 9 tháng 12 năm 2006 \| \| Giờ thi đấu \| 15:00 \| \| Sân vận động \| Stark's Park, Kirkcaldy \| \| Số khán giả \| 1,616 \| \| Trọng tài \| Colin Hardie \| |
| Chi tiết     | Chi tiết                |                  | |
| Ngày         | 9 tháng 12 năm 2006     |                  | |
| Giờ thi đấu  | 15:00                   |                  | |
| Sân vận động | Stark's Park, Kirkcaldy |                  | |
| Số khán giả  | 1,616                   |                  | |
| Trọng tài    | Colin Hardie            |                  | |

| Chi tiết     | Chi tiết                |
| Ngày         | 9 tháng 12 năm 2006     |
| Giờ thi đấu  | 15:00                   |
| Sân vận động | Stark's Park, Kirkcaldy |
| Số khán giả  | 1,616                   |
| Trọng tài    | Colin Hardie            |

| Stranraer | 3 – 1 | Forfar Athletic |  |

| Michael Moore 18' · Kenny Wright 45' · Dougie Ramsey 65' |                       | Paul Lunan 58' | \| Chi tiết \| Chi tiết \| \| Ngày \| 9 tháng 12 năm 2006 \| \| Giờ thi đấu \| 15:00 \| \| Sân vận động \| Stair Park, Stranraer \| \| Số khán giả \| 193 \| \| Trọng tài \| Chris Boyle \| |
| Chi tiết                                                 | Chi tiết              |                | |
| Ngày                                                     | 9 tháng 12 năm 2006   |                | |
| Giờ thi đấu                                              | 15:00                 |                | |
| Sân vận động                                             | Stair Park, Stranraer |                | |
| Số khán giả                                              | 193                   |                | |
| Trọng tài                                                | Chris Boyle           |                | |

| Chi tiết     | Chi tiết              |
| Ngày         | 9 tháng 12 năm 2006   |
| Giờ thi đấu  | 15:00                 |
| Sân vận động | Stair Park, Stranraer |
| Số khán giả  | 193                   |
| Trọng tài    | Chris Boyle           |

| Cowdenbeath | 5 – 1 | Edinburgh University |  |

| Buchanan 31' · Lennon 41' · Buchanan 45' · Paatelainen 80' · Mark Baxter 82' |                           | Beesley 72' | \| Chi tiết \| Chi tiết \| \| Ngày \| 9 tháng 12 năm 2006 \| \| Giờ thi đấu \| 15:00 \| \| Sân vận động \| Central Park, Cowdenbeath \| \| Số khán giả \| 896 \| \| Trọng tài \| Anthony Law \| |
| Chi tiết                                                                     | Chi tiết                  |             | |
| Ngày                                                                         | 9 tháng 12 năm 2006       |             | |
| Giờ thi đấu                                                                  | 15:00                     |             | |
| Sân vận động                                                                 | Central Park, Cowdenbeath |             | |
| Số khán giả                                                                  | 896                       |             | |
| Trọng tài                                                                    | Anthony Law               |             | |

| Chi tiết     | Chi tiết                  |
| Ngày         | 9 tháng 12 năm 2006       |
| Giờ thi đấu  | 15:00                     |
| Sân vận động | Central Park, Cowdenbeath |
| Số khán giả  | 896                       |
| Trọng tài    | Anthony Law               |

| Berwick Rangers | 2 – 0 | Arbroath |  |

| Kevin Haynes 35' · Gary Wood 88' |                                     |  | \| Chi tiết \| Chi tiết \| \| Ngày \| 9 tháng 12 năm 2006 \| \| Giờ thi đấu \| 15:00 \| \| Sân vận động \| Shielfield Park, Berwick-upon-Tweed \| \| Số khán giả \| 458 \| \| Trọng tài \| John McKendrick \| |
| Chi tiết                         | Chi tiết                            |  | |
| Ngày                             | 9 tháng 12 năm 2006                 |  | |
| Giờ thi đấu                      | 15:00                               |  | |
| Sân vận động                     | Shielfield Park, Berwick-upon-Tweed |  | |
| Số khán giả                      | 458                                 |  | |
| Trọng tài                        | John McKendrick                     |  | |

| Chi tiết     | Chi tiết                            |
| Ngày         | 9 tháng 12 năm 2006                 |
| Giờ thi đấu  | 15:00                               |
| Sân vận động | Shielfield Park, Berwick-upon-Tweed |
| Số khán giả  | 458                                 |
| Trọng tài    | John McKendrick                     |

| Brechin City | 2 – 1 | Preston Athletic |  |

| Iain Russell 34' · John Ward 55' |                     | Graham Newall 88' | \| Chi tiết \| Chi tiết \| \| Ngày \| 9 tháng 12 năm 2006 \| \| Giờ thi đấu \| 15:00 \| \| Sân vận động \| Glebe Park, Brechin \| \| Số khán giả \| 452 \| \| Trọng tài \| Alan Boyd \| |
| Chi tiết                         | Chi tiết            |                   | |
| Ngày                             | 9 tháng 12 năm 2006 |                   | |
| Giờ thi đấu                      | 15:00               |                   | |
| Sân vận động                     | Glebe Park, Brechin |                   | |
| Số khán giả                      | 452                 |                   | |
| Trọng tài                        | Alan Boyd           |                   | |

| Chi tiết     | Chi tiết            |
| Ngày         | 9 tháng 12 năm 2006 |
| Giờ thi đấu  | 15:00               |
| Sân vận động | Glebe Park, Brechin |
| Số khán giả  | 452                 |
| Trọng tài    | Alan Boyd           |

Nguồn: ESPN Soccernet
a.e.t. = sau hiệp phụ; agg. = tổng tỉ số; pen. = quyết định bằng luân lưu.

## Vòng Ba
| Celtic                                                                     | 4 – 0  | Dumbarton |
| -------------------------------------------------------------------------- | ------ | --------- |
| Maciej Zurawski 3' 9' · Jan Vennegoor of Hesselink 43' · Derek Riordan 69' | Report |           |

| St Johnstone | 0 – 0  | Ayr United |
| ------------ | ------ | ---------- |
|              | Report |            |

| Ross County | 0 – 1  | Partick Thistle    |
| ----------- | ------ | ------------------ |
|             | Report | John Robertson 15' |

| Dundee         | 1 – 1  | Queen of the South |
| -------------- | ------ | ------------------ |
| Derek Lyle 38' | Report | Sean O'Connor 45'  |

| Greenock Morton                            | 3 – 1  | Kilmarnock     |
| ------------------------------------------ | ------ | -------------- |
| Chris Templeman 61' 68' · Paul McGowan 72' | Report | Colin Nish 47' |

| Clyde | 0 – 3  | Gretna                                                     |
| ----- | ------ | ---------------------------------------------------------- |
|       | Report | David Graham 41' · Erik Paartalu 69' · Colin McMenamin 76' |

| Stirling Albion   | 1 – 6  | Inverness CT                                                                                 |
| ----------------- | ------ | -------------------------------------------------------------------------------------------- |
| David O'Brien 15' | Report | Craig Dargo 8' 41' · Dennis Wyness 13' · Roy McBain 22' · Barry Wilson 47' · Alan Morgan 59' |

| Airdrie United | 0 – 1  | Motherwell        |
| -------------- | ------ | ----------------- |
|                | Report | Ritchie Foran 31' |

| Stranraer | 0 – 4  | Hearts                                         |
| --------- | ------ | ---------------------------------------------- |
|           | Report | Andrius Velička 17' 43' 90' · Roman Bednář 79' |

| Hamilton Academical    | 2 – 4  | Livingston                                                 |
| ---------------------- | ------ | ---------------------------------------------------------- |
| James McCarthy 55' 86' | Report | Graham Dorrans 31' 81' · Steven Tweed 65' · Joe Hamill 73' |

| Berwick Rangers | 0 – 2  | Falkirk                      |
| --------------- | ------ | ---------------------------- |
|                 | Report | Alan Gow 9' · Liam Craig 51' |

| Deveronvale                                                                 | 5 – 4  | Elgin City                                      |
| --------------------------------------------------------------------------- | ------ | ----------------------------------------------- |
| Mark Chisholm 7' · Ian Murray 11' 27' · Mike McKenzie 30' · Graeme Watt 61' | Report | Martin Johnston 40' 55' 74' · Steven Mackay 70' |

| Cowdenbeath        | 1 – 1  | Brechin City    |
| ------------------ | ------ | --------------- |
| Patrick Clarke 23' | Report | Kevin Byers 90' |

| Dunfermline Athletic                                      | 3 – 2  | Rangers           |
| --------------------------------------------------------- | ------ | ----------------- |
| Jim Hamilton 17' · Stephen Simmons 29' · Phil McGuire 46' | report | Kris Boyd 54' 68' |

| Aberdeen                                 | 2 – 2  | Hibernian                           |
| ---------------------------------------- | ------ | ----------------------------------- |
| Craig Brewster 58' · Barry Nicholson 89' | Report | Ivan Sproule 43' · Chris Killen 73' |

| Dundee United                                              | 3 – 2  | St Mirren                                       |
| ---------------------------------------------------------- | ------ | ----------------------------------------------- |
| Barry Robson 31' · Garry Kenneth 46' · David Robertson 90' | Report | Richard Brittain 76' (ph.đ.)' · John Sutton 81' |

### Đấu lại
| Brechin City | 0 – 1  | Cowdenbeath      |
| ------------ | ------ | ---------------- |
|              | Report | Douglas Hill 38' |

| Queen of the South                         | 3 – 3 (a.e.t.) 4 – 2 (pen.) | Dundee                                 |
| ------------------------------------------ | --------------------------- | -------------------------------------- |
| Stephen Dobbie 40' 69' · Sean O'Connor 86' | Report                      | Derek Lyle 48' 87' · Bryan Deasley 82' |

| Ayr United         | 1 – 2 (a.e.t.) | St Johnstone                             |
| ------------------ | -------------- | ---------------------------------------- |
| Ryan Stevenson 66' | Report         | Jason Scotland 5' · Peter MacDonald 116' |

| Hibernian                                                                 | 4 – 1  | Aberdeen            |
| ------------------------------------------------------------------------- | ------ | ------------------- |
| Steven Fletcher 13' · Michael Stewart 45' · Abdessalam Benjelloun 47' 56' | Report | Barry Nicholson 10' |

## Vòng Bốn
| Motherwell              | 2 – 0  | Greenock Morton |
| ----------------------- | ------ | --------------- |
| Kerr 10' · McDonald 34' | Report |                 |

| Dunfermline Athletic | 1 – 0  | Hearts |
| -------------------- | ------ | ------ |
| Wilson 90'           | Report |        |

| Inverness CT | 1 – 0  | Dundee United |
| ------------ | ------ | ------------- |
| Duncan 16'   | Report |               |

| Falkirk | 0 – 3  | St Johnstone                           |
| ------- | ------ | -------------------------------------- |
|         | Report | Hardie 27' · James 38' · MacDonald 69' |

| Deveronvale | 0 – 1  | Partick Thistle |
| ----------- | ------ | --------------- |
|             | Report | Gibson 31'      |

| Queen of the South             | 2 – 0  | Cowdenbeath |
| ------------------------------ | ------ | ----------- |
| Dobbie 29' (ph.đ.) · Adams 54' | Report |             |

| Hibernian                                       | 3 – 1  | Gretna       |
| ----------------------------------------------- | ------ | ------------ |
| Jones 28' · Fleming 54' (l.n.) · Benjelloun 59' | Report | Berkeley 80' |

| Livingston | 1 – 4  | Celtic                                                   |
| ---------- | ------ | -------------------------------------------------------- |
| Mackay 18' | Report | O'Dea 30' · Riordan 45' 59' · Vennegoor of Hesselink 61' |

## Tứ kết
| Queen of the South | 1 – 2  | Hibernian                |
| ------------------ | ------ | ------------------------ |
| O'Neill 48'        | Report | Murphy 45' · Sowunmi 51' |

| Dunfermline Athletic | 2 – 0  | Partick Thistle |
| -------------------- | ------ | --------------- |
| Simmons 4' 86'       | Report |                 |

| Inverness CT | 1 – 2  | Celtic                       |
| ------------ | ------ | ---------------------------- |
| Bayne 18'    | Report | Pressley 89' · Miller 90'+1' |

| Motherwell    | 1 – 2  | St Johnstone                 |
| ------------- | ------ | ---------------------------- |
| McCormack 85' | Report | MacDonald 21' · Scotland 72' |

## Bán kết
| St Johnstone | 1 – 2  | Celtic                                 |
| ------------ | ------ | -------------------------------------- |
| Hardie 19'   | Report | Vennegoor of Hesselink 13' (ph.đ.) 54' |

| Hibernian | 0 – 0  | Dunfermline Athletic |
| --------- | ------ | -------------------- |
|           | Report |                      |

### Đấu lại
| Dunfermline Athletic | 1 – 0  | Hibernian |
| -------------------- | ------ | --------- |
| McIntyre 88'         | Report |           |

## Chung kết
| Celtic             | 1 – 0  | Dunfermline Athletic |
| ------------------ | ------ | -------------------- |
| Perrier-Doumbé 84' | Report |                      |